# Trysil
Trysil este o comună din provincia Innlandet, Norvegia, localizată în partea de sud a provinciei, la poalele Alpilor Scandinaviei.
Reședința comunei, unde se află sediul primăriei, este localitatea Innbygda. 
Până în anul 2020, a făcut parte din provincia Hedmark.
Conform estimărilor oficiale din 2020, populația comunei era de 6.627 locuitori.